# Atrichobrunettia pennata
Atrichobrunettia pennata är en tvåvingeart som beskrevs av Freddy Bravo 2006. Atrichobrunettia pennata ingår i släktet Atrichobrunettia och familjen fjärilsmyggor. Inga underarter finns listade i Catalogue of Life.